# Tuatara
Tuatara (znanstveno ime Sphenodon) je edina preživela predstavnica starinske skupine plazilcev, ki je svoj razcvet doživeli pred 200 milijoni let.

### Prakuščarji
So zelo mala skupina plazilcev, zato o njih ni veliko znano. Edini predstavnik  prakuščarjev je tuatara. Njeni najbližji sorodniki so živeli v mezozoiku. Ime tuatara izhaja iz maorščine , kar pomeni bodice na hrbtu. Tuatara je pravi živi fosil, saj se v 200. milijonih let ni spremenila, sicer pa so živi fosili tudi želve in krokodili. Tuatara je edini predstavnik davno izumrlih živali. 
Zanimivo je, da je preživela samo tuatara, njeni najbljižji sorodniki pa so izumrli že pred milijoni let. Ohranila se je le na otokih pri Novi Zelandiji.
Prebiva v rovih, včasih tudi z morskimi ptiči. Čeprav je vsaj na prvi pogled podobna kuščarjem se v marsičem razlikuje od ostalih vrst.
Kot prvo ima nizko stopnjo presnove v nasprotju z ostalimi plazilci, uživa v nižjih temperaturah. Tudi raste zelo počasi, saj šele po petdesetih ali šestdesetih letih popolnoma odraste.
Kot odrasla žival meri v dolžino 60 cm. Tuatara živi zelo dolgo. Povprečna starost teh živali je kar 120 let.